# Fatti di Traù

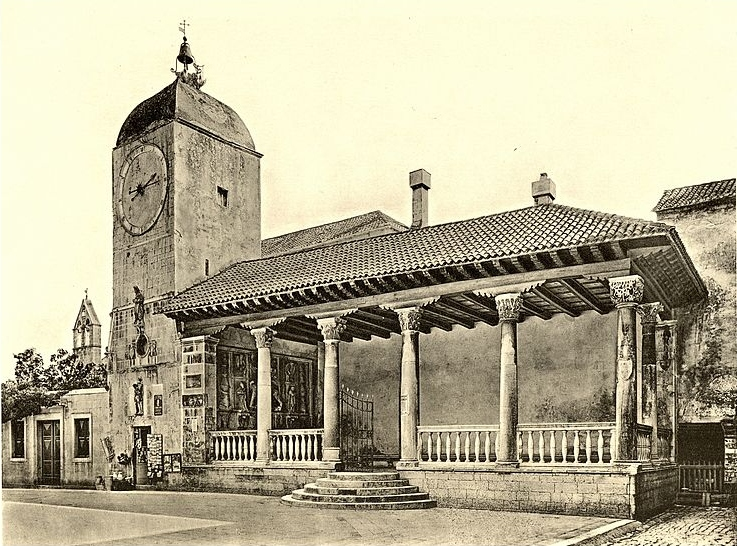
La Loggia di Traù, dove campeggiava il leone di San Marco distrutto nel 1932

I fatti di Traù furono un tentativo irredentista, organizzato a Traù dal conte Nino Fanfogna nel 1919, volto all'annessione della città dalmata al Regno d'Italia, similmente a quanto fatto da D'Annunzio a Fiume.

## Storia
Il 23 settembre 1919, sotto la suggestione dei contemporanei eventi della impresa di Fiume, un vero e proprio atto in stile dannunziano fu organizzato in città dal conte Nino Fanfogna, trentaduenne appartenente ad una delle più importanti ed antiche famiglie di Traù nonché discendente dell'ultimo podestà italiano della città.
Le truppe italiane avevano occupato le aree della Dalmazia assegnate all'Italia dal trattato di Londra del 1915, ma Traù non era inclusa in queste aree distanti una quindicina di chilometri (il confine era stato fissato a Capo San Niccolò a nord della città). Nino Fanfogna, spinto da ideali irredentisti, con l'obiettivo di annettere anche Traù nel Regno d'Italia e motivato dal successo dell'impresa fiumana di pochi giorni prima, tentò di forzare la situazione e convinse il tenente Emanuele Torri Mariani, che comandava alcuni ufficiali italiani di stanza a Pianamerlina, al confine fra il territorio occupato dall'Italia e la regione controllata dagli jugoslavi, ad organizzare una spedizione che occupasse la sua città nativa.
La notte del 23 settembre, circa novanta soldati italiani armati di 4 autocarri con in testa Fanfogna, oltrepassarono i posti di frontiera jugoslavi e di sorpresa e senza spargimento di sangue occuparono Traù. Il reparto italiano assunse il comando della città nominando Fanfogna "dittatore" di Traù. La spedizione avrebbe potuto provocare lo scoppio di un conflitto militare fra Regno d'Italia e il Regno dei Serbi, Croati e Sloveni, ma questa eventualità venne evitata dal pronto intervento degli ufficiali italiani della nave Puglia e dei militari statunitensi di stanza a Spalato.
Giunta a Spalato nella prima mattinata la notizia dell'occupazione di Traù, alle ore 10:00 del 24 settembre il capitano di corvetta Paolo Maroni - comandante in seconda della Puglia - e l'ufficiale americano Woolsey Hopkins Field partirono per Traù con il compito di persuadere i soldati sconfinati a rientrare nelle linee italiane. Convinti i comandi serbi a non lanciare per il momento nessun attacco, Maroni e Field giunsero a Traù ed iniziarono a negoziare con gli occupanti e Fanfogna il ritiro dalla città. Nel frattempo a Traù arrivarono alcune navi americane al comando dell'ammiraglio Van Hook. A quella vista la popolazione croata della città, ripreso animo, cominciò sulla riva e in piazza una violenta dimostrazione contro i soldati italiani, alcuni dei quali vennero anche aggrediti e disarmati. Disordinatamente, la compagnia italiana coi tenenti De Toni, Manfredi e Mantica evacuava Traù e fra le ore 14:00 e le 15:00 rientrava nelle linee. Alcune fucilate sparate in aria sortirono l'effetto di far dileguare rapidamente anche la folla e di affrettare lo sbarco della compagnia americana che era sul Cowell.
La spedizione di Traù ebbe pesanti ripercussioni sulle comunità italiane di Traù e Spalato. Il governatore jugoslavo, colonnello Plesnicar, procedette all'arresto di numerosi esponenti italiani della cittadina. Finirono arrestati, oltre a Nino Fanfogna con i fratelli Simeone e Umberto, Vincenzo Santich, Achille De Michelis, Giorgio De Rossignoli, Lorenzo Lubin, Giacomo Vosilla, Antonio Strojan, Marino, Michele e Spiridione Marini e altri, anche se molti di questi erano estranei alla vicenda. Molti furono quelli che scamparono all'arresto ritirandosi nella Dalmazia italiana.
Per alcuni giorni gruppi di teppisti si diedero ad atti vandalici contro abitazioni e proprietà degli italiani di Traù e della regione dei Castelli, inoltre ci fu la distruzione politica del "Fascio Nazionale Italiano" di Traù e un peggioramento delle condizioni di vita dei traurini di lingua italiana, la maggior parte dei quali successivamente emigrò in Italia.
Fra gli emigrati alcune conosciute famiglie come i Nutrizio, Dudan, Canzia, Lubin, Del Bianco, Vosilla, Marini ed altre, e la neonata Maria Carmen Nutrizio, figlia del farmacista di Traù e di una Luxardo della nota famiglia produttrice del Maraschino di Zara, che diverrà celebre come creatrice di moda col nome di Mila Schön. Assieme a lei il fratello decenne Nino Nutrizio, anni dopo fondatore del quotidiano La Notte.